# Kożuf

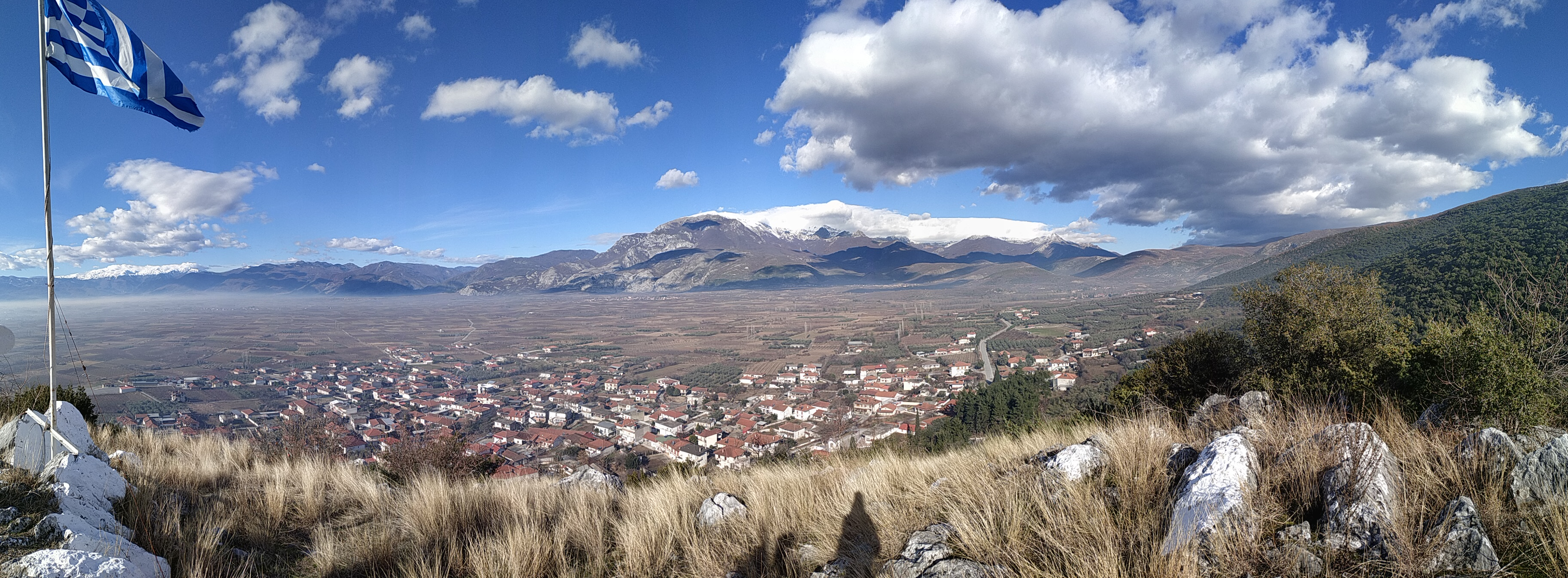
Panoramiczny widok góry

Kożuf (t. Kožuv; maced. Кожуф, Кожув; bułg. Кожух - Kožuh; gr. Τζένα - Dzena, Ζώνα - Zona) – pasmo górskie w Macedonii Egejskiej na granicy Macedonii Północnej i Grecji. Powierzchnia – około 1000 km² (80% w Macedonii Północnej, 20% w Grecji), najwyższy szczyt – Zelen Brek, graniczny, 2171 m n.p.m.
Pasmo górskie Kożuf leży między doliną rzeki Boszawy na północy a doliną Wardaru na wschodzie. Na zachodzie sięga rzeki Błasznica (dopływ Crnej Reki). Góry Kożuf sąsiadują z pasmami górskimi Kozjak i Nidże na zachodzie oraz Pajak (gr. Paiko) na południowym zachodzie. Stoki południowo-zachodniego skraju pasma opadają do kotliny Meglena.
Pasmo stanowi naturalną barierę dla dostępu mas powietrza śródziemnomorskiego znad Morze Egejskiego nad dolinę środkowego Wardaru.
Ostatnio wybudowano w części macedońskiej nowoczesny ośrodek narciarski.